# Salaciopsis longistyla
Salaciopsis longistyla är en benvedsväxtart som beskrevs av I. H. Müller. Salaciopsis longistyla ingår i släktet Salaciopsis och familjen Celastraceae. Inga underarter finns listade.